# Coleção Campos Salles
Coleção Campos Salles é uma coleção museológica com objetos pessoais de Campos Salles, quarto presidente da República do Brasil, entre 1898 e 1902, e terceiro presidente do estado de São Paulo, de 1896 a 1897. A coleção faz parte do acervo do Museu do Ipiranga desde 1902 e foi considerada a mais importante doação já recebida pela instituição até aquele momento.

## Descrição

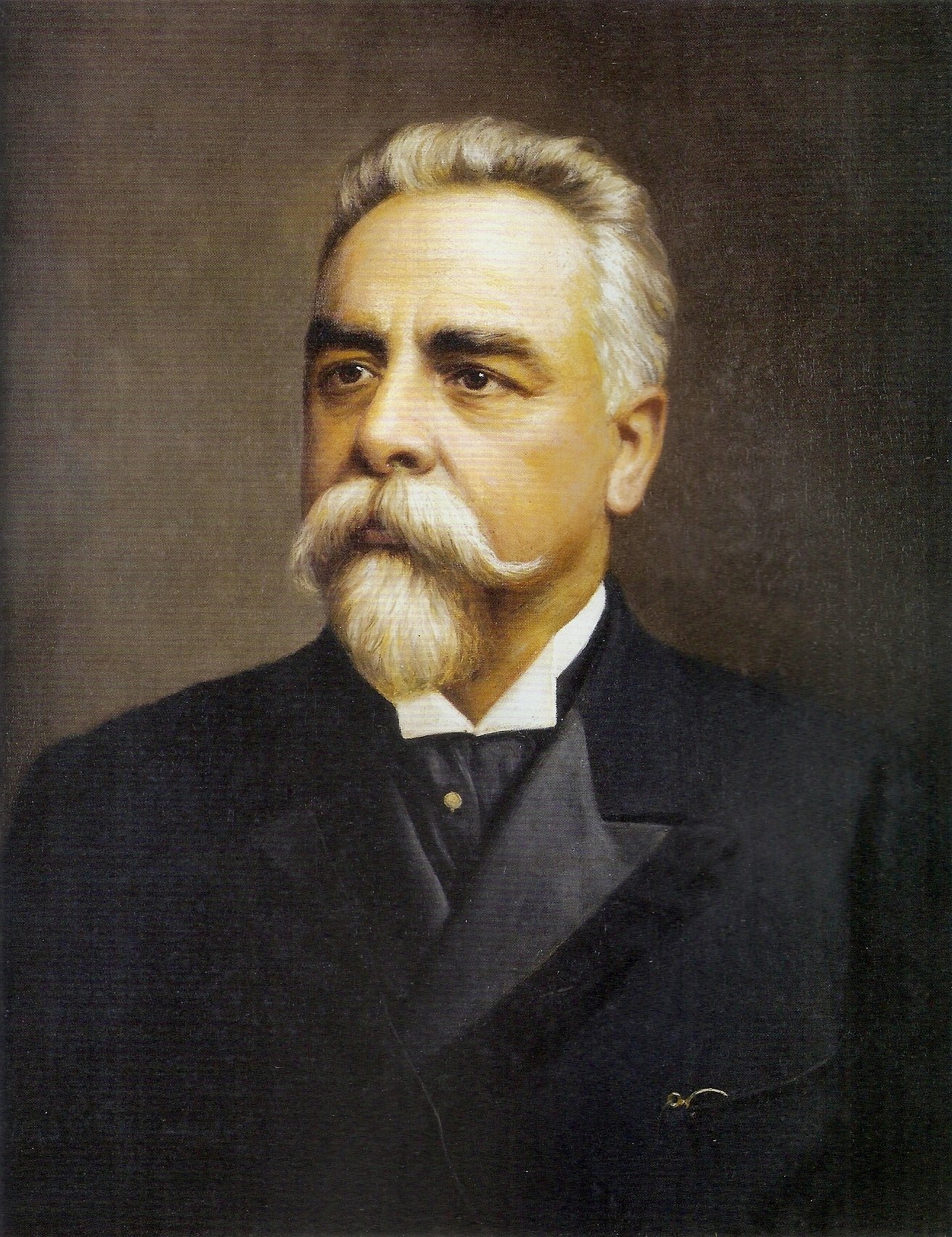
Campos Salles por Jean-François Batut

A Coleção Campos Salles é composta por objetos pessoais de Campos Salles, os quais têm interesse público, apesar de terem sido anteriormente particulares, já que representam e rememoram momentos históricos importantes para o país.
Entre os itens da coleção, encontram-se medalhas, moedas, talheres, armas de fogo e brancas, assim como candelabros, cartões, placas e vários outros objetos de ouro, prata, bronze e com jóias incrustadas. Todos os objetos foram recebidos pelo ex-presidente em comemorações de datas importantes ou como presentes de outros líderes de estado.

## Histórico

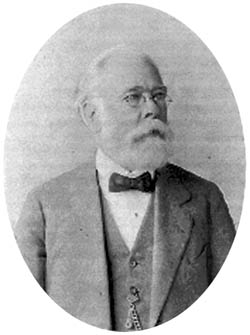
Hermann von Ihering, diretor do Museu Paulista que recebeu a Coleção Campos Salles

Os itens que constituem a Coleção Campo Salles foram doados e recebidos pelo Museu Paulista em 11 de dezembro de 1902, durante a administração de Hermann von Ihering, primeiro diretor da instituição. Como tratava-se de objetos oficiais, Ihering determinou que a coleção só fosse exposta depois de ser tratada de modo diferenciado, com segurança especial. Para isso, o museu colocou grades nas portas e janelas da sala da coleção e reforçou a segurança noturna dentro e fora do seu prédio, o Edifício Monumento, e no Parque e no Monumento à Independência. Essas medidas de segurança foram também tomadas devido ao episódio do furto de peças da coleção numismática, que o museu já havia enfrentado em 1898.
As medidas de segurança somente foram completamente adotadas em 1905 e a coleção foi finalmente exposta, na sala número oito do museu.

## Conteúdo
A coleção Campos Salles foi doada em 11 de Dezembro de 1902 e, no dizer de Ihering, "representa[va] uma dádiva generosa o presente mais valioso que até agora o Museu tem recebido, sendo bastante elevado seu valor histórico". São os objetos constantes na coleção:
"Alexandre em casa de Appelles", peca da Manufatura Nacional de Sevres ; um riquíssimo centro de mesa e dois candelabros de prata, oferta do Comercio e da Indústria do Rio de Janeiro; urna placa de ouro, oferta do Banco de Paris e dos Países Baixos; um cartão de ouro com um brilhante oferecido pelo Comercio e pela Indústria do Rio de Janeiro; um cartão de prata dos obreiros do "Diário Oficial"; um cartão de ouro, oferta da colônia francesa da Capital da Republica; um cartão de ouro da Sociedade Beneficente dos Empregados do Correio de S. Paulo; um cartão de ouro, com quatro brilhantes e um topázio, presente da cidade de Ouro Preto; um medalhão de ouro, com as armas da Republica, ornado do topázios e de uma esmeralda brasileira, oferta dos proprietários de uma das minas de Manganês de Miguel Bournier; um tinteiro de ouro maciço, sobre um bloco de pedra aurífera e tendo por tampo um troféu com as bandeiras inglesa e brasileira, presente da Companhia das Minas de Morro Velho; um cartão de prata, oferta do Club Floriano Peixoto, de Minas; um castiçal de prata, de uso do Regente Feijó, oferta do Dr. José Avelino; cinco blocas, espécimens de ouro em suas diversas fases ate a moeda cunhada, oferta do Sr. Dr. Urbano Marcondes; uma medalha de prata do Circulo de La Prensa de Buenos Aires ; uma pena de ouro, cravejada de brilhantes, oferta dos notários de Buenos Aires; um cartão de ouro, saudação dos peruanos e dos bolivianos residentes em Buenos Aires; uma medalha de ouro, oferta do Sr. Wenceslau Villafani; urna medalha de ouro do "Yacht Club Argentines", de Buenos Aires; urna medalha de ouro do Jockey Club de Buenos Aires; uma placa de ouro da direção geral dos Telégrafos da Republica Argentina; uma medalha de ouro comemorativa do 1.° Congresso Medico Latino Americano do Chile; uma placa de prata, comemorando a inauguração do Asilo Gonçalves de Araújo, no Rio de Janeiro; um cartão de prata, oferecido pela. Escola Militar do Brasil; uma caixa contendo doze modelos das moedas de níquel, recentemente postas em circulação, sendo três placas não gravadas, três rodeadas de níquel, três de prata e três de ouro, oferta dos fabricantes; uma faca de prata, com bordados a ouro, obra de um sertanejo da Bahia, oferta do Dr. César Zama; um modelo da espada oferecida ao imperador da Alemanha, pela cidade Solingen, oferta do Sr. vice-almirante Pinto da Luz; uma coleção de colheres de prata e esmalte, representando os escudos e as armas de todos os cartões suíços, oferecida pelo Sr. Almeida de Vasconcelos ministro plenipotenciário do Brasil; uma medalha da Associação do 4.° Centenário; um cartão de prata, convite do Derby Club para as festas do 4.° Centenário; uma placa de ouro com as armas da Republica em rubis, brilhantes e esmeraldas, oferecida pela Brigada Policial do Distrito Federal: um cartão de ouro com um monograma em brilhantes, rubis e pérolas, oferecido pelo Sr. Visconde de Lucena; uma caixa de fósforos, de ouro com um brilhante, com a inscrição Fiat Lux, marca da fabrica de Niterói; uma medalha de bronze comemorativa da inauguração da estatua eqüestre do Duque de Caxias, no Rio de Janeiro; uma medalha de prata, comemorando a visita do general Júlio Roca, presidente da Republica Argentina ; uma placa de ouro, contendo o programa das festas do Derby Club em honra do general Júlio Roca ; uma medalha comemorativa da visita em retribuição do presidente da Republica a Republica Argentina; uma medalha de ouro da "Sociedade Patriótica Falucho" em honra do presidente do Brasil; uma medalha de prata com a efígie de Sarmento ; um cartão de ouro da Sociedade de Beneficência de Buenos Aires; uma medalha de prata comemorando a experiência definitiva do balão dirigível de Santos Dumont; um cartão de ouro, do Velo Club do Rio de Janeiro; um cartão de ouro com um brilhante, oferta das casas civil militar da presidência da Republica; um cartão de ouro oferecido pelos deputados federais paulistas da maioria em 16 de Novembro de 1902; uma medalha de ouro, oferta do Liceu de Artes e Ofícios do Rio de Janeiro; uma medalha de ouro cravejada de rubis com brilhantes, oferta dos funcionários da Administração dos Correios de S. Paulo, e uma medalha de prata da 1ª exposição regional, agrícola e industrial de Ribeirão Preto.— 